# Butte (Montana)
Butte [bju:t] ist eine Stadt mit ca. 35.000 Einwohnern im US-Bundesstaat Montana im Silver Bow County, dessen Verwaltungssitz (County Seat) sie ist. Sie hat eine Fläche von 445 km² bzw. von 171,9 Quadratmeilen.

## Lage und Klima
Die ehemalige Bergbaustadt Butte liegt auf ca. 1740 m Höhe in den Bergen der Rocky Mountains ca. 300 km (Luftlinie) südlich der Grenze zu Kanada. Der Yellowstone-Nationalpark ist etwa 150 km in südöstlicher Richtung entfernt. Das Klima ist insgesamt eher kühl; Regen (ca. 500 bis 600 mm/Jahr) fällt hauptsächlich im späten Frühjahr.

## Bevölkerung
Beim United States Census 2010 gaben 23,6 Prozent der Bevölkerung an, irischer Abstammung zu sein. Damit hatte Butte zu dem Zeitpunkt den größten Anteil von Irischamerikanern in den USA.

## Geschichte

### Bergbau
Butte wurde 1864 als Bergbausiedlung des Anakonda-Kupferbergwerks gegründet und nach dem Big Butte⊙ benannt, einem prominenten Berg über der Stadt (zur Bedeutung siehe wikt:en:butte). Die Stadt erlebte zeitweise eine rasende Entwicklung. 1880 wurden 3.363 Einwohner gezählt, 1910 dann 39.165. Zunächst wurden nur Gold und Silber in dem Gebiet gefördert, mit der Entwicklung der Elektrizität ergab sich jedoch ein weitaus größerer Bedarf für Kupfer. Das zunächst im Tiefbau betriebene Bergwerk Anakonda war von 1892 bis 1903 das weltweit ergiebigste Kupferbergwerk. Bereits 1911 als größte Stadt Montanas angegeben, wuchs die Einwohnerzahl des Ortes nach dem Ersten Weltkrieg inoffiziell bis auf 60.000 im Jahr 1920. Der Ort wurde aufgrund der reichhaltigen Gold- und Silbervorkommen in der Umgebung als reichster Hügel der Welt bezeichnet. Ungefähr zwischen 1900 und 1917 gab es eine starke sozialistische Bewegung in der Stadt, 1914 wurde sogar ein sozialistischer Bürgermeister gewählt.
Der Tiefbau wurde 1947 aufgegeben, nachdem insgesamt 94.900 Tonnen Kupfer gefördert worden waren. Ab 1955 wurde an der Stelle der Tagebau Berkeley Pit aufgeschlossen und bis zur Schließung 1982 von der Atlantic Richfield Company betrieben. Die Verhüttung des Erzes erfolgte im 40 Kilometer nordwestlich gelegenen Anaconda (Montana). Seit 1986 wird in der Continental-Mine, welche sich in direkter Nachbarschaft des Berkeley Pits befindet, Kupfer und Molybdän durch das Unternehmen Montana Resources gefördert.

### Eisenbahnknoten
Butte war ab 1881 Endpunkt der zunächst schmalspurigen Utah and Northern Railroad, die 1886 umgespurt wurde und in der Union Pacific aufging. 1883 wurde die Stadt Durchgangsstation der Northern Pacific Railway, die auf ihrer Strecke den langjährigen Paradezug North Coast Limited betrieb. Mit der Entwicklung des Kupferbergbaus entstand 1894 die Butte, Anaconda and Pacific Railway, die eine Strecke westwärts nach Anaconda und zahlreiche kleinere Minenstrecken im Norden des Stadtgebiets betrieb. Als letzte Eisenbahn erreichte 1908 die Chicago, Milwaukee, St. Paul and Pacific Railroad (Milwaukee Road) mit ihrer „Pacific Extension“ die Stadt und bediente ihre Hauptstrecke mit den Paradezügen Olympian und Columbian. Der erstgenannte Zug wurde nach dem Zweiten Weltkrieg als Olympian Hiawatha geführt. Nach Einstellung sämtlicher privat betriebener Reisezüge führte die halbstaatliche Amtrak bis 1979 noch den North Coast Hiawatha, eine wortschöpferische Mischung aus North Coast Limited und Olympian Hiawatha, über Butte.

## Film und Literatur
Butte war Schauplatz des 2005 erschienenen Films Don’t Come Knocking von Wim Wenders und ist Nebenschauplatz des ersten Drittels des Romans Die Karte meiner Träume von Reif Larsen.
Der Film Feinde – Hostiles endet am Bahnhof von Butte. Die Stadt wurde in den 2020er-Jahren von Hollywood-Produzenten als Drehort für historische Filme wiederentdeckt, u. a. Last Survivors (2021), Ghosts of Devil’s Perch (2022), Father Stu (2022) und 1923 (2022), ein aufwendiges Prequel zur erfolgreichen Serie Yellowstone.

## Kultur und Sehenswürdigkeiten
Heute ist von dem ehemaligen Reichtum nicht mehr viel geblieben, und die Stadt hat seit der Stilllegung der Mine eine sehr hohe Arbeitslosenquote. Butte lebt vornehmlich vom Tourismus, der durch die relativ gut erhaltenen Minengebäude ermöglicht wird. Die Berkeley Pit, eine mit verseuchtem Wasser gefüllte Grube des ehemaligen Kupfererz-Tagebaus, ist überregional bekannt. Das Dumas Brothel, ein weitgehend original erhaltenes Bordell der Gründerzeit von Butte, ist heute ein Museum. Matt’s Place Drive-In ist ein Baudenkmal im Baustil des American Arts and Crafts Movement.

### Sport
In dem etwa 1500 Meter hoch gelegenen Ort wurde 1987 von dem lokalen U.S. High Altitude Speed Skating Center eine offene Kunsteisbahn angelegt. Sie war während des Eisschnelllauf-Weltcup 1987/88 vom 28. bis 29. November 1987 eine von mehreren Austragungsorten sowie danach auch von nationalen US-Meisterschaften. Ein inoffizieller Weltrekord wurde auf dieser Bahn von der Deutschen Karin Enke im Mini-Vierkampf mit 163,906 Punkten aufgestellt.

Nach 15 Betriebsjahren mit inzwischen erheblichem Verschleiß an den Kühlanlagen wurde angesichts des aktuellen Trends zu geschützten Hallenanlagen, sowie mangels Interesses und Finanzierungsmöglichkeiten, der Eislaufbetrieb und die Anlage um 2002 aufgegeben.

## Städtepartnerschaften
- Altensteig, Baden-Württemberg, Deutschland (seit 1991)
- Bytom, Schlesien, Polen (seit 2001)

## Wirtschaft und Infrastruktur

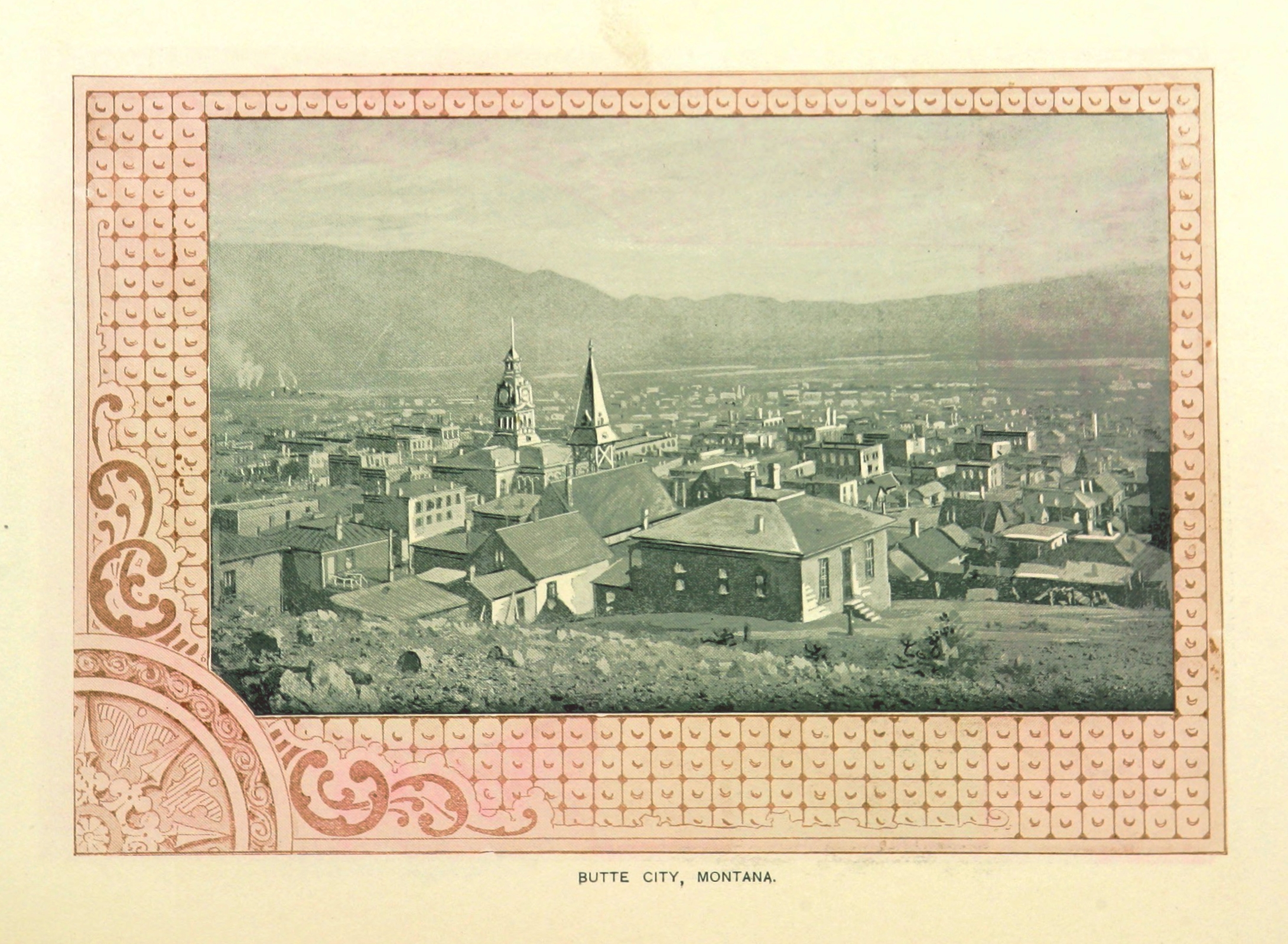
Das Stadtzentrum von Butte (um 1890)

Die Milwaukee Road legte ihre transkontinentale Hauptstrecke 1980 still, während von der früheren Transkontinentalstrecke der Northern Pacific noch die Strecke von Butte nach Garrison (Montana) von der BNSF Railway betrieben wird. Im nahegelegenen Silver Bow mündet von Süden her nach wie vor die Strecke der Union Pacific Railroad aus Pocatello in die BNSF-Strecke ein. Gemeinsam mit der Butte, Anaconda and Pacific Railway führt die BNSF-Linie durch das Tal des Silver Bow Creek von der Stadt weg.
In Butte treffen die Interstate Highways I 15 und I 90 aufeinander. Als Zubringer von der Stadt fungiert der kurze I 115. Zum Bert Mooney Airport werden täglich Flüge von Salt Lake City mit Delta Air Lines durchgeführt.
Fünf Kilometer nördlich der Stadt liegt der Bert Mooney Airport.
In Butte befindet sich die Montana Tech University.

## Persönlichkeiten
Söhne und Töchter der Stadt:
- John W. Bonner (1902–1970), Politiker
- Rosemarie Bowe (1932–2019), Model und Schauspielerin
- Patricia Briggs (* 1965), Autorin, schreibt bevorzugt Fantasy-Geschichten
- Walter Creighton Brown (1913–2002), Herpetologe
- Chick Bullock (1908–1981), Jazz-Sänger
- Mark Ciabattari (geboren in den 1940er Jahren) Kulturhistoriker und Schriftsteller
- Jim Delaney (1921–2012), Kugelstoßer
- John Duykers (* 1944), Sänger
- Barbara Ehrenreich (1941–2022), Sachbuch-Autorin und journalistische Kolumnistin
- George I. Forsythe (1918–1987), Generalleutnant der United States Army
- Kirby Grant (1911–1985), Schauspieler
- Esther Howard (1892–1965), Schauspielerin
- Helmi Juvonen (1903–1985), Künstlerin
- Evel Knievel (1938–2007), Motorrad-Stuntman
- Robbie Knievel (1962–2023), Stuntman
- Robert N. Lee (1890–1964), Drehbuchautor
- Andrea Leeds (1914–1984), Schauspielerin
- Levi Leipheimer (* 1973), Radprofi
- Mary MacLane (1881–1929), Schriftstellerin
- Joseph P. Monaghan (1906–1985), Politiker, Mitglied im US-Repräsentantenhaus
- Jerry J. O’Connell (1909–1956), Politiker, Mitglied im US-Repräsentantenhaus
- Robert O’Neill (* 1976), Soldat
- Arnold Olsen (1916–1990), Politiker, Mitglied im US-Repräsentantenhaus
- Martha Raye (1916–1994), Schauspielerin
- Sibyl M. Rock (1909–1981), Mathematikerin und Informatikerin
- Jim Rotondi (1962–2024), Jazz-Trompeter, Flügelhornist, Bandleader und Lehrer
- Dave Silk (* 1965), Eisschnellläufer
- Montana Taylor (1903–1954), Boogie- und Bluespianist
- Charlotte Towle (1896–1966), Sozialarbeiterin und Hochschullehrerin
- John Walsh (* 1960), Politiker
- Bradley Wilson (* 1992), Freestyle-Skier